# هيئة قضايا الدولة (مصر)

عبد الحميد بدوي باشا، أول رئيس مصري لقضايا الدولة تحت اسم لجنة قضايا الحكومة عام 1926.

وفد المملكة المصرية للانضمام الي عصبة الأمم سنة 1936

قضايا الدولة هي هيئة قضائية مستقلة مصرية ناط بها القانون المصري حماية المال العام والمطالبة به من الناحية المدنية فهي تمثل النيابة المدنية القانونية عن الدولة بسلطاتها قاطبة أمام القضاء في الداخل والخارج لتكون حائطاً قانونياً منيعاً لصد الاعتداء على المال العام أو التعدي على مصالح الشعب المصري.

## تاريخ قضايا الدولة
يرجع تاريخ قضايا الدولة المصرية إلى عام 1875 ميلادياً حين أنشئت تحت اسم لجنة قضايا الحكومة بموجب فرمان أصدره نوبار باشا آنذاك ومن ثم فهي تعد أعرق الهيئات القضائية من حيث النشأة حيث تم انشائها قبل إنشاء المحاكم الوطنية عام 1883 بحوالي 8 سنوات تقريباً.
 يذكر التاريخ أن نوبار باشا الذي كان يفاوض الدول الأجنبية في موضوع إنشاء المحاكم المختلطة قد اختار إلى جانبه في هذه المفاوضات مجموعة من علماء القانون الدوليين وأصدر قراراً سنة 1875 بتكوين ما يسمى بلجنة قضايا الحكومة والتعبير الصحيح لها بلجنة قضايا الدولة. comite des consiels d'Etat.
وقـد كانت هذه اللـجنة تختص بجانب النيابة والدفاع عن الحكومة أمام المحاكم بمهمة إبداء الرأي من الناحية القانونية.
ثم صدر قـرار يحدد اختصاص هذه اللجنة ويجعلها لجنة دائمة بعد أن كانت مؤقتة ونص على أن تتولى الدفاع عن الحكومة في قضاياها ضد الأفراد أمام المحاكم المختلطة وجعلت الرئاسة شهرية لجميع الأعضاء بالتناوب.
وقبل افتتاح المحاكم المختلطة صدر ديكريتو بتاريخ 27 من يناير سنة 1876 أشار في ديباجته إلى القضايا القائمة بين الحكومة وبين الأجانب وإلى أن الدفاع عن مصالحها أمام المحاكم الجديدة يجب أن يعنى به عناية جدية فنص على إنشاء لجنه لقضايا الدولة وكان أول تشكيل لها من أربعة مستشارين أجانب من إيطاليا والنمسا وفرنسا وإنجلترا.
 نص الدكريتو على إعطاء اللجنة استقلالاً ذاتياً كما نص على تحقيق الاستقلال الشخصي لمستشاريها في أدائهم لأعمالهم ويذكر التاريخ أن قضايا الدولة هي أول هيئة مستقلة في التاريخ المصري وفقاً لأحكام الأمر العالي الصادر عام 1876 حيث نيط بها النيابة القانونية عن الدولة في مواجهة الأجانب صيانة لسيادتها الوطنية وحفظا لأموالها وحقوقها ضد أصحاب الامتيازات الأجنبية وإصدار الفتاوى وإعداد وصياغة عقود الدولة والتحقيق مع كبار موظفي الدولة ومجالس التأديب وإبداء الرأي فيما تباشره الحكومة من أعمال وتصرفات.
وفي 16 أكتوبر 1880 صدر أمر عال أخر يعيد تنظيم لجنة قضايا الحكومة يحدد اختصاصاتها وتشكيله حيث قسمها إلى ثلاثة أقسام:
1. قسم لنظارة المالية وتتبعه وزارة الداخلية
2. قسم لنظارة الحقانية وتتبعه الخارجية والمعارف والأوقاف
3. قسم لنظارة الأشغال وتتبعه الحربية والبحرية

وبتاريخ 20 من أبريل سنة 1884 اصدر نوبار باشا أمرا عاليا ينص على استقلال هذة اللجنة تحت إشراف وزير الحقانية وأضاف اختصاصا جديدا لها هو اعداد ومراجعة وصياغة القوانين والأوامر قبل إصدارها في ظل غياب المجالس النيابية ويكون لها استقلال ذاتي عن الحكومة في مباشرتها لاختصاصها.
في 25 من يناير 1896 صدر أمر عال بإنشاء هيئة خاصة باسم «اللجنة الاستشارية لسن القوانين واللوائح» وأصبح المستشارون الملكيون أعضاء لجنة قضايا الحكومة أعضاء هذه اللجنة وصدر بضمهم إليها أمر عال بتاريخ 17 مايو سنة 1902 واسند إلى المستشارين صياغة التشريعات لعرضها بعد ذلك على اللجنة التشريعية، وكان المستشار الملكي يتولى رئاسة هذه اللجنة في حالة غياب وزير الحقانية.
وقد قامت هذه اللجنة بدور وطني كبير في صياغة التشريعات المصرية ووضعت الأصول الدستورية والقانونية لمصر الحديثة قبل أن يكون لها دستور.
بعد قيام ثورة 1919 وظهور الشخصية الوطنية المصرية صدر دستور سنة 1923 ليقرر أن الأمة هي مصدر السلطات وصدر أول قانون في ظل الدستور الجديد هو القانون رقم 1 لسنة 1923 بتنظيم لجنة قضايا الحكومة  وحدد اختصاصها بإصدار الفتاوى ووضع الوثائق والعقود في الصيغ القانونية وكذلك إعداد مشرعات القوانين واللوائح كما أناط بها الدفاع عن الحكومة والمصالح العامة أمام المحاكم على اختلاف أنواعها ودرجاتها وإبداء الرأي القانوني فيما تباشره الحكومة من أعمال وتصرفات، كما خصص لمجلس الوزراء ولكل وزارة أو مجموعة من الوزارات قسما للقضايا مع إجازة إنشاء فروع لها بالوزارات كـما نص على أن يعهد برئاستها لأحد المستشارين الملكيين بقرار من مجلس الوزراء.
كما أصبح من اختصاص اللجنة دراسة عقود الشركات المساهمة وأنظمتها قبل صدور المرسوم باعتماد إنشائها.
كذلـك تقـرر إن يتولى المستشارون الملكيون في هذه اللـجنة الجلوس في مجالس تأديب كبار موظفي الدولة والتحقيق معهم وكتابة أسباب القرارات وهي الوظيفة التي أصـبحت من اختصاص هيئة النيابة الإدارية بعد إنشائها فضلا عن كتابة أسـباب القرارات وهي الوظيفة التي أصـبحت تتولاها المحاكم التأديبية.
في عام 1926 تولي عبد الحميد بدوي باشا رئاسة لجنة قضايا الحكومة وكبيراً للمستشارين حيث يعد أول مصري يتولي رئاسة قضايا الدولة وبقى فيها حتى 1940، وقد إشترك في وضع وصياغة دستور 1923 باعتباره أميناً عاماً للجنة الثلاثين التي وضعت هذا الدستور.
وفي عام 1939 أعد مستشارو لجنة قضايا الحكومة مشروع قانون بإنشاء مجلس الدولة وقد نحت فيه نحو مجلس الدولة الفرنسي لتكون له ولاية إلغاء جميع القرارات الإدارية إلا أن الحكومة عارضت مشروع لجنة القضايا لأنها كانت تريد قصر اختصاص مجلس الدولة على مسائل الموظفين فقط.
وفي عام 1941 قامت لجنة قضايا الحكومة بإعداد مشروع أكثر تقدما من المشروع السابق لأنه كان يمنح المجلس الولاية الكاملة في الإلغاء والتضمينات وكان الظن أن النجاح سوف يكون حليف هذا المشروع بعد أن أصبح عبد الحميد بدوي باشا عضوا في مجلس الوزراء بصفتة وزيرا للمالية إلا أن الصحافة أثارت زوبعة هائلة حول هذه المشروع ووصف بأنه مخالف للدستور فتوقف المشروع عن الصدور.
وفي عام 1946 تبنى مجلس النواب مشروع قانون مجلس الدولة المقدم من لجنة قضايا الحكومة بعد إدخال بعض التعديلات عليه وتمت الموافقة عليه وهو القانون المعمول به حالياً بشأن مجلس الدولة رقم 112 لسنة 1946  وبموجبه تم نقل بعض اختصاصات هيئة قضايا الدولة كأ قسام الفتوى والتشريع والتسوية الودية للمنازعات إلي مجلس الدولة وأعقبه صدور قانون رقم 113 لسنة 1946 محدداً دور الهيئة على النيابة عن الدولة أمام القضاء ولكنه نص في مادته الأولى على أن تنشأ إدارة قائمة بذاتها تسمى إدارة قضايا الحكومة وتلحق بوزارة العـدل ويكون دورها هو الدفاع عن الحكومة أمام القضاء.
وتبعه في تأكيد الاســتقلالية القانون رقم 58 لسنة 1959.

ثم صدر القانون رقم 75 لسنة 1963 في شأن تنظيم إدارة قضايا الحكومة وهو القانون المعمول به حتى الآن والذي أكد أيضا استقلالية الإدارة.

الملك فاروق في افتتاح مجلس الدولة وخلفة الأمير محمد علي توفيق أثناء تفقده المكتبة القانونية المهداه من قلم قضايا الحكومة. في يوم الأثنين 19 ربيع الأول سنة 1366 هجرية الموافق 10 فبراير سنة 1947 ميلادية.

ثم صدرت بعد ذلك عدة قوانين بتعديل بعض أحكام القانون رقم 75 لسنة 1963 أهمها القانون رقم 10 لسنة 1986 الذي غير اسم إدارة قضايا الحكومة إلى اسمها الحالي «هيئة قضايا الدولـة». ونص في

عبد الرزاق باشا السنهوري عضو قضايا الحكومة السابق ورئيس مجلس الدولة في ذلك الوقت والرئيسان محمد نجيب وجمال عبد الناصر.

مادته الأولي على أن هيئة قضايا الدولة هيئة قضائية مستقلة تلحق بوزير العدل.

## الاختصاصات
'كانت اختصاصات قضايا الدولة منذ إنشائها سنة 1876م ما يلي:'
- النيابة القانونية عن الدولة فيما يُرفع منها أو عليها من دعاوى في الداخل أو الخارج وهذا الاختصاص ما زال حتى الآن تقوم به.
- كما كان من اختصاص الهيئة الفتوى والتشريع ومجلس التأديب التي عُرفت بعد ذلك بالمحاكم التأديبية وإعداد وصياغة ومراجعة العقود، وهذا الاختصاص نُقل لمجلس الدولة عند إنشائه سنة 1946م وتولى أحد أبناء قضايا الدولة الدكتور عبد الرزاق باشا السنهوري، رئاسة المجلس.
- كما كان من اختصاص قضايا الدولة التحقيق مع كبار موظفي الدولة فيما يُنسب لهم من مخالفات، وهذا الاختصاص نُقل إلى هيئة النيابة الإدارية سنة 1956م.

'وفي ظل الدستور الحالي أضيفت اختصاصات جديدة لقضايا الدولة تتمثل فيما نصت عليه المادة 196'  'من الدستور وهي ما يلي:''''''''
- تنوب عن الدولة فيما يُرفع منها أو عليها من دعاوى، وفي اقتراح تسويتها ودياً في أي مرحلة من مراحل التقاضي.
- الإشراف الفني على إدارات الشئون القانونية بالجهاز الإداري للدولة بالنسبة للدعاوى التي تباشرها.
- تقوم بصياغة مشروعات العقود التي تُحال إليها من الجهات الإدارية وتكون الدولة طرفاً فيها.

يتمتع مستشارو هيئة قضايا الدولة طبقاً لأحكام قانون تنظيم الهيئة بالحصانة القضائية التي تمكنهم من أداء مهامهم في حيدة وتجرد، وعلى رأس هذه الضمانات عدم القابلية للعزل وعدم جواز القبض على أي منهم في غير حالات التلبس إلا بعد إتباع الإجراءات المنصوص عليها قانوناً؛ كما انهم يتمتعون كما غيرهم من أعضاء الهيئات القضائية بكافه المزايا المادية والمعنوية الممنوحه للهيئات القضائية.

## رؤساء الهيئة
| الترتيب                                       | الاسم | الصورة                                        | بداية الرئاسة                                 | نهاية الرئاسة                                   |
| ترتيب رؤساء قضايا الدولة من الأحدث الي الأقدم | ترتيب رؤساء قضايا الدولة من الأحدث الي الأقدم                                                                      | ترتيب رؤساء قضايا الدولة من الأحدث الي الأقدم | ترتيب رؤساء قضايا الدولة من الأحدث الي الأقدم | ترتيب رؤساء قضايا الدولة من الأحدث الي الأقدم   |
| 38                                            | المستشار حسين مصطفى فتحي تاريخ الميلاد: 4 ديسمبر 1951 السن عند تولي المنصب: 69 سنةً و6 أشهرٍ و27 يومًا                |                                               | يوليو 2021                                    | حتي الان                                        |
| --------------------------------------------- | --- | --------------------------------------------- | --------------------------------------------- | ----------------------------------------------- |
| 37                                            | المستشار دكتور أبو بكر الصديق محمد عامر تاريخ الميلاد: 1 ديسمبر 1950 السن عند تولي المنصب: 68 سنةً و8 أشهرٍ و23 يومًا |                                               | أغسطس 2019                                    | حتي يونيو 2021 المدة: سنةً واحدةً و9 أشهرٍ و6 أيامٍ |
| 36                                            | المستشار حسين عبده خليل تاريخ الميلاد: 24 أغسطس 1949 السن عند تولي المنصب: 67 سنةً و10 أشهرٍ و29 يومًا                |                                               | يوليو 2017                                    | حتي أغسطس 2019 المدة: سنتان وشهران و23 يومًا     |
| 35                                            | المستشار علي زكي سكر                                                                                               |                                               | يوليو 2014                                    | يونيو 2017                                      |
| 34                                            | المستشار عزت محمود محمد عودة                                                                                       |                                               | يوليو 2012                                    | يونيو 2014                                      |
| 33                                            | المستشار محمد عبد العظيم الشيخ                                                                                     |                                               | يوليو 2010                                    | يونيو 2012                                      |
| 32                                            | المستشار محمد حافظ محمد                                                                                            |                                               | 1 يوليو 2010                                  | 15 يوليو 2010                                   |
| 31                                            | المستشار صدقي عبد الرحمن خلوصي                                                                                     |                                               | يوليو 2009                                    | يونيو 2010                                      |
| 30                                            | المستشار ميلاد سيدهم                                                                                               |                                               | يوليو 2006                                    | يونيو 2009                                      |
| 29                                            | المستشار حسام عبد العظيم عبد الله                                                                                  |                                               | يوليو 2001                                    | يونيو 2006                                      |
| 28                                            | المستشار إبراهيم محمد رفعت                                                                                         |                                               | يوليو 1999                                    | يونيو 2001                                      |
| 27                                            | المستشار لطفي منير لطف الله                                                                                        |                                               | 24 يوليو 1998                                 | 30 يونيو 1999                                   |
| 26                                            | المستشار جمال الدين جودة اللبان                                                                                    |                                               | 3 أغسطس 1993                                  | 24 يوليو 1998                                   |
| 25                                            | المستشار عزت رياض حسين                                                                                             |                                               | 12 أغسطس 1991                                 | 10 أبريل 1993                                   |
| 24                                            | المستشار الدكتور إدوارد غالي الدهبي                                                                                |                                               | 30 يونيو 1990                                 | 30 يوليو 1991                                   |
| 23                                            | المستشار السيد الشوربجي                                                                                            |                                               | 13 سبتمبر 1989                                | 30 يونيو 1990                                   |
| 22                                            | المستشار حسن بهجت البلقيني                                                                                         |                                               | 6 مارس 1987                                   | 21 أغسطس 1989                                   |
| 21                                            | المستشار محمد عبد العزيز ملوخية                                                                                    |                                               | 7 أكتوبر 1985                                 | 5 مارس 1987                                     |
| 20                                            | المستشار محمد زعزوع                                                                                                |                                               | [ 13 ]                                        | [ 13 ]                                          |
| 19                                            | المستشار أحمد محمد الباجوري                                                                                        |                                               | 20 يونيو 1984                                 | 2 سبتمبر 1984                                   |
| 18                                            | المستشار إلهامي كامل عبد الملاك                                                                                    |                                               | 1 أكتوبر 1980                                 | 22 يوليو 1983                                   |
| 17                                            | المستشار إبراهيم حسنين حلمي                                                                                        |                                               | 17 أغسطس 1980                                 | 1 أكتوبر 1980                                   |
| 16                                            | المستشار محمد محسن عبد الستار زكي                                                                                  |                                               | 1 مايو 1980                                   | 17 أغسطس 1980                                   |
| 15                                            | المستشار محمد داوود السيد                                                                                          |                                               | 26 أبريل 1980                                 | 1 مايو 1980                                     |
| 14                                            | المستشار مصطفى أبو علم                                                                                             |                                               | 24 أبريل 1976                                 | 25 أبريل 1980                                   |
| 13                                            | المستشار محسن قاسم                                                                                                 |                                               | 13 أغسطس 1970                                 | 23 أبريل 1976                                   |
| 12                                            | المستشار أحمد ممتاز                                                                                                |                                               | 7 مايو 1968                                   | 12 أغسطس 1970                                   |
| 11                                            | المستشار عبد الحليم الجندي                                                                                         |                                               | 19 مارس 1959                                  | 6 مايو 1968                                     |
| 10                                            | المستشار عبد الحميد الوشاحي                                                                                        |                                               |                                               | [ 13 ]                                          |
| 9                                             | المستشار عبد العزيز محمد                                                                                           |                                               |                                               | [ 13 ]                                          |
| 8                                             | المستشار عبد السلام النحاس                                                                                         |                                               |                                               | [ 13 ]                                          |
| 7                                             | المستشار عبد الرحيم غنيم                                                                                           |                                               |                                               | [ 13 ]                                          |
| 6                                             | المستشار مصطفى مرعي                                                                                                |                                               |                                               | [ 13 ]                                          |
| 5                                             | المستشار حسن الطوبي                                                                                                |                                               |                                               | [ 13 ]                                          |
| 4                                             | المستشار مصطفى عبد اللطيف                                                                                          |                                               |                                               | [ 13 ]                                          |
| 3                                             | المستشار محمود حسن باشا                                                                                            |                                               |                                               | [ 13 ]                                          |
| 2                                             | المستشار محمد أنيس باشا                                                                                            |                                               |                                               | [ 13 ]                                          |
| 1                                             | المستشار د.عبد الحميد بدوي باشا                                                                                    |                                               | 1926                                          | 1940                                            |

## أقسام قضايا الدولة وفروعها
تنقسم هيئة قضايا الدولة إلى عده أقسام يختص كلٍ منها بمباشرة قضايا الدولة أمام إحدى الدوائر القضائية ويرأس كل قسم أحد المستشارين نواب الرئيس، ويختص قسم المنازعات الخارجية بمباشرة قضايا الدولة المصرية في الخارج أمام المحاكم وهيئات التحكيم الدولية ويرأسه المستشار رئيس الهيئة لخطورة وأهمية القضايا المتداولة به.
- تبلغ عدد أقسام قضايا الدولة 57 قسماً بما فيها الأقسام القضائية التي تم إنشائها بالمحافظات والوزارات.
- وتمتلك قضايا الدولة حتي الآن 53 فرعاً على مستوى جمهورية مصر العربية.

### أقسام الإدارة العامة بالقاهرة
الأقسام القضائية
- المكتب الفني
- المنازعات الخارجية
- التفتيش الفني
- الدستورية العليا
- النقض المدني
- النقض الضرائبي
- النقض الجنائي
- استئناف مدني جنوب
- استئناف ضرائبي
- كليات جنوب
- جزئيات جنوب
- ضرائب جنوب
- سكرتارية التأديب والتظلمات
- المكتبة

الأقسام الإدارية
- الأمانة العامة
- الحاسب الآلي
- التفتيش الإداري
- أداره شئون العاملين
- أداره شئون الأعضاء
- المراجعة  – الحسابات
- الشطب
- التسويات
- التحقيقات
- العلاقات العامة
- الإحصاء
- الإجازات
- السجلات
- المخازن
- رعاية عاملين
- المركبات
- أداره الأمن
- مركز المعلومات
- مركز الدراسات القضائية والتدريب
- مركز الاتصال والإعلام [9]

### أقسام التجمـــع الخامـس
- قضاء أدارى أول - أفراد أ
- قضاء أدارى ثاني - أفراد ب
- قضاء أدارى ثالث - عقود وتعويضات
- قضاء أدارى رابع - تسويات
- قضاء ادراي خامس - ترقيات وجزاءات
- قضاء أدارى سادس
- قضاء أدارى سابع - أفراد ج
- قضاء أدري ثامن - أستئنافية
- محاكم ادارية وتأديبية أول
- محاكم ادارية وتأديبية ثان
- استئناف مدني شمال القاهرة
- كليات شمال القاهرة
- جزئيات شمال القاهرة
- القيم والقيم العليا والتحكيم
- المحاكم الاقتصادية بالقاهرة

### أقسام قطاع الجيزة
الأقسام القضائية
- المحكمة الادارية - عليا أ
- المحكمة الادارية - عليا ب
- المحكمة الادارية - عليا ج
- المحكمة الادارية - عليا بدلات
- كليات جنوب القاهرة
- كليات الجيزة
- جزئيات جنوب القاهرة
- جزئيات الجيزة
- التنفيذ
- اسئتناف مدني جنوب القاهرة
- استئناف مدني الجيزة
- طلبات أعضاء الهيئات القضائية ورجال القضاء

الأقسام الإدارية
- الحاسب الآلي
- المكتبة
- العلاقات العامة
- السجلات
- القيودات
- المجلة
- شئون العاملين
- إدارة الأمن

### أقسام قطاع العباسية
الأقسام القضائية
- نقض مدني
- نقض جنائي
- نقض ضرائبي
- ضرائب عليا د
- ضرائب فردي
- ضرائب زوجي

الأقسام الإدارية
- الحاسب الآلي
- المكتبة
- السجلات
- العلاقات العامة
- التحقيقات
- شئون العاملين